# گروه صنعتی پاکشو
گروه صنعتی پاکشو یکی از بزرگ‌ترین شرکت‌های فعال در حوزه تولید محصولات بهداشتی و شوینده در ایران است که مالک آن گروه صنعتی گلرنگ است؛ این شرکت در سال ۱۳۵۱ توسط حاج محمد کریم فضلی تأسیس شد و با هدف تولید محصولات شوینده و بهداشتی با کیفیت بالا، فعالیت خود را آغاز کرد. این گروه به مرور زمان با گسترش تولیدات و تنوع بخشیدن به محصولات، به یکی از بزرگ‌ترین تولیدکنندگان ایران در این صنعت تبدیل شد. گروه صنعتی پاکشو با برندهایی همچون گلرنگ، سافتلن، اوه، مریدنت، هوم‌پلاس، بینگو و گلدنت سهم قابل توجهی از بازار ایران را به خود اختصاص داده است.

## برندهای زیرمجموعه گروه صنعتی پاکشو
1. گلرنگ (Golrang) گلرنگ به عنوان یکی از قدیمی‌ترین و معروف‌ترین برندهای گروه صنعتی پاکشو، طیف وسیعی از محصولات بهداشتی و شوینده را تولید می‌کند. این برند با تولید محصولاتی مانند انواع شامپو بزرگسال و کودک، شامپوهای گیاهی، نرم‌کننده موی سر، انواع متنوعی از مایعات دستشویی، انواع شوینده های خانگی مانند پودر لباسشویی دستی و ماشینی، سفید کننده، جرمگیر، مایع ظرفشویی، پاک کننده چندمنظوره، گاز پاک کن، شامپو فرش و ... یکی از بازیگران صنعت بهداشتی در ایران است.[۲]
2. اوه (Ave)  برند اوه یکی از مشهورترین برندهای گروه صنعتی پاکشو است که از اواخر دهه ۷۰ شمسی فعال است. این برند با تولید انواع شامپوهای بزرگسال و کودک، شامپوهای تخصصی و ضدشوره، نرم کننده های تخصصی موی سر، انواع مایعات دستشویی کرمی، فوم، صدفی و پاستلی، مایعات ظرفشویی و محصولات بهداشتی دیگر، جایگاه خوبی در بازار ایران دارد.[۳]
3. سافتلن (Soflan) گروه صنعتی پاکشو در سال 1380 با معرفی برند سافتلن، محصولات متنوعی در حوزه بهداشت البسه، از جمله مایعات لباسشویی، نرم‌کننده حوله و لباس و پودر ماشینی و دستی به بازار عرضه کرد. در سال 1386، اولین مایع لباسشویی سافتلن به بازار عرضه شد و یک سال بعد، پودرهای دستی و ماشینی این برند نیز معرفی گردید. هدف از خلق برند سافتلن، پاسخگویی به تمامی نیازهای مصرف‌کنندگان در زمینه شستشوی البسه بود.[۴]
4. مریدنت (Merident)  برند مریدنت در ابتدا با نام مریت از اواسط سال ۱۳۸۵ وارد بازار ایران شد و در سال ۱۳۹۰ به مریدنت تغییر نام داد. در حال حاضر، محصولات مریدنت شامل انواع خمیردندان بزرگسال و کودک، نخ دندان و دهان‌شویه است.[۵]
5. هوم‌پلاس (Home Plus) هوم‌پلاس با شوینده‌های سطوح، شوینده‌های ظروف و پودر لباسشویی، شناخته می‌شود. سبد محصولات ماشین ظرفشویی هوم پلاس شامل انواع قرص، پودر، ژل، نمک و جلادهنده ماشین ظرفشویی است.[۶]
6. بینگو  (Bingo) بینگو در حوزه تولید محصولات شوینده ظرفشویی و لباس از جمله انواع مایع ظرفشویی با رایحه های متنوع، پودر ماشین لباس‌شویی، پودر دستی، قرص و نمک و جلادهنده و ژل ماشین ظرف‌شویی ، مایعات لباسشویی و نرم کننده حوله و لباس فعال است. مخاطبان بینگو اغلب خانواده ها، صاحبان مشاغل و مراکز خدماتی هستند.[۷]
7. گلدنت (Goldent) گلدنت در حوزه محصولات بهداشت دهان و دندان با قیمتی رقابتی در بازار ایران فعال است. این برند از گروه بهداشت شخصی گروه صنعتی پاکشو، در سال 1390 با سبد متنوعی از خمیردندان‌ها وارد بازار شد. پس از مدتی تولید متوقف شد تا کیفیت و فرمولاسیون محصولات بهبود یابد. سپس در سال 1401 با برندینگ جدید و تغییرات اساسی در فرمول و بسته‌بندی، مجدداً به بازار بازگشت.[۸]

## کارخانه‌های گروه صنعتی پاکشو
گروه صنعتی پاکشو با داشتن چندین هزار کارمند در سراسر ایران، یکی از بزرگ‌ترین کارفرمایان در صنعت بهداشتی و شوینده به‌شمار می‌آید. این گروه با ایجاد فرصت‌های شغلی متعدد در بخش‌های مختلفی همچون تولید، تحقیق و توسعه، بازاریابی و فروش و … نقش مهمی در اشتغال‌زایی و توسعه اقتصادی کشور ایفا می‌کند.

## صادرات محصولات
گروه صنعتی پاکشو با توجه به کیفیت بالای محصولات خود، توانسته است به بازارهای بین‌المللی نیز راه پیدا کند. محصولات این گروه به کشورهای مختلفی از جمله عراق، افغانستان، روسیه، کشورهای حاشیه خلیج فارس و برخی از کشورهای آسیای مرکزی صادر می‌شود. میزان صادرات این شرکت تا پایان مهر ماه سال 1401 به مرز 20 میلیون دلار رسیده است.

## پاکشو در بورس
گروه صنعتی پاکشو در بازار دوم (تابلوی فرعی) بورس حضور دارد و با نماد «پاکشو» فعالیت می‌کند. 